# Von Graben
von Graben, även: von Graben zum/von Stein, vom Graben, von dem Graben, ab dem Graben, Grabner, Thal, de Valle är namnet på en utbredd familj av den österrikiska aristokratin, som var av adligt (dynastiskt) ursprung.

## Historia

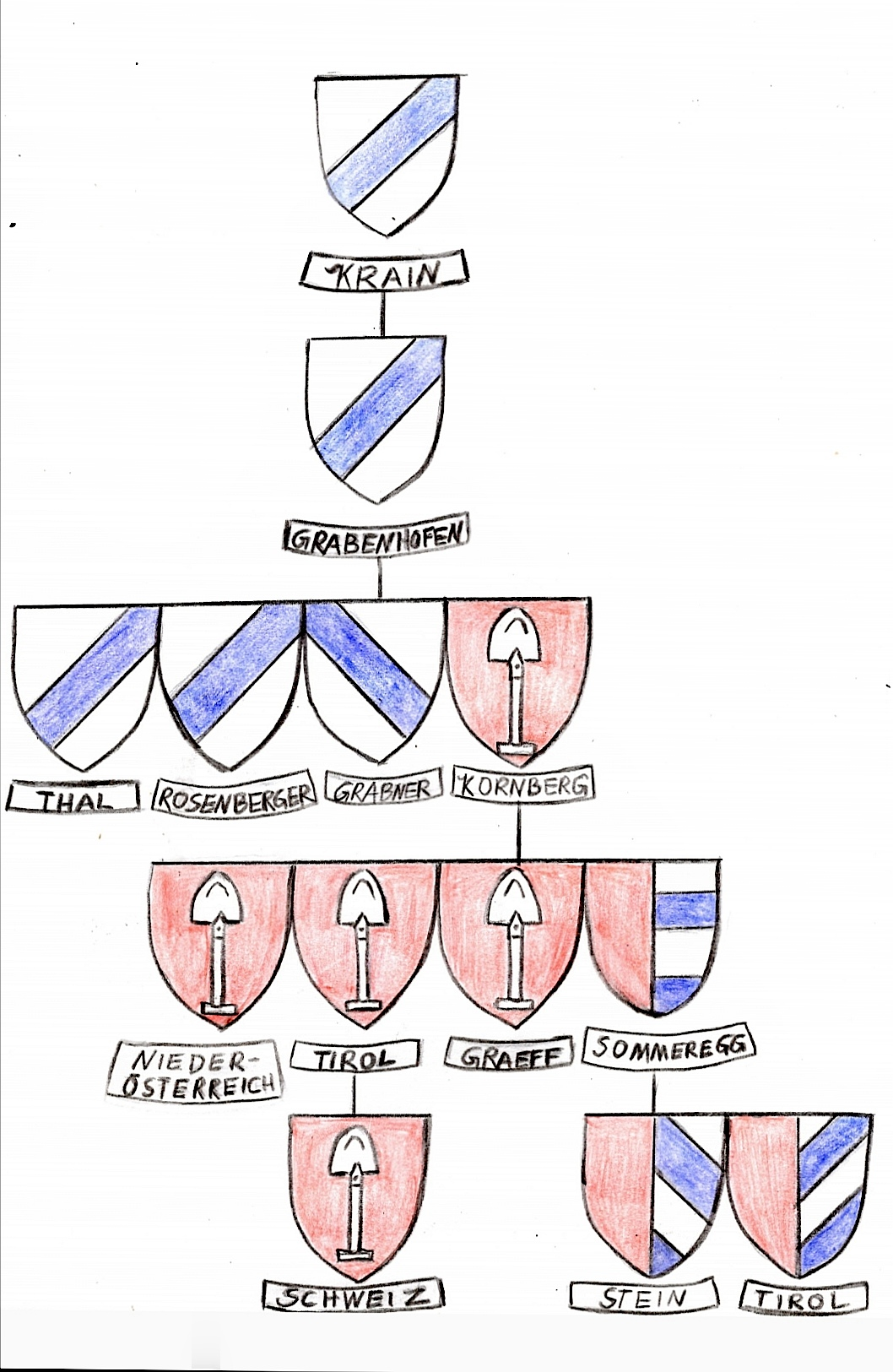
Heraldiskt släktträd över Graben och deras ättlingar

Släkten von Graben kom från Gorizia-linjen av Meinhardinerdynastin (grevarna av Gorizia), och nämndes första gången 1170 i Krain. Släkten dog ut 1781 i den manliga linjen. Till herrarna av Grabens härstamning hör den gamla österrikiska Orsini-Rosenberg-släkten, som finns kvar än idag, och familjen (De) Graeff, som huvudsakligen är baserad i Nederländerna. Herrarna av Grabens vapen antogs även av kejsargrevarna Jörger von Tollet († 1772), Stadel-Kornberg († 1882) och Leublfing zu R(h)ain († 1893 och 1985), som härstammade i kvinnolinjen, samt baronerna Rain zu Sommeregg († omkring 1600). Herrarna av Graben hade omfattande egendom, förläning och inflytande i Kärnten, Steiermark, Nedre Österrike, Gorizia, Salzburg, Tyrolen, Franken och Schweiz. Som ett resultat av detta delades familjen upp i flera linjer och grenar. De viktigaste var: 
- Kornbergslinjen i Steiermark
- Grabner från Rosenburglinjen i Nedre Österrike
- Sommeregglinjen i Kärnten.

Dessa tre linjer nådde sin politiska kulmen under 1400- och 1500-talen, när de var provinsguvernörer, administratörer, feodalherrar, tjänstemän, kaptener och rådmän i habsburgarnas, grevarna av Celje och Meinhardinernas tjänst. 

### Kornbergslinjen
Mellan 1456 och 1564 var Kornbergslinjen i besittning av det viktiga herrskapet Marburg (Maribor), Obermarburg, distriktet Marburg an Drau och "Marburgs slott". Den holländska familjen (De) Graeff härstammar från Wolfgang von Graben († 1521) från Kornbergslinjen.

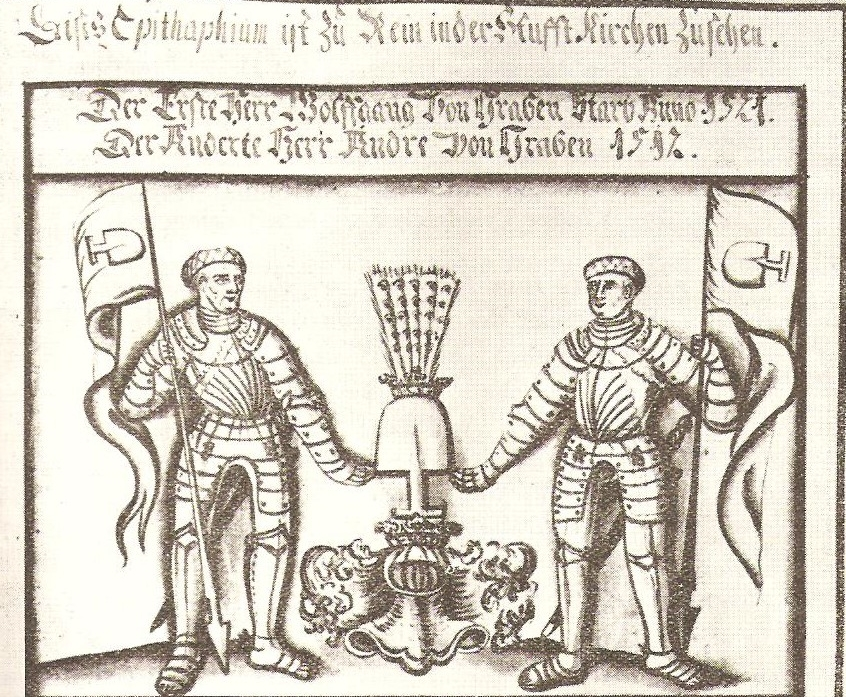
Wolfgang von Graben († 1521) och Andree von Graben († 1521), herrar av Kornberg, borggreve av Saldenhofen

### Grabners från Rosenburg
Den nedre österrikiska linjen av Grabners från Rosenburg ägde omfattande gods i Rosenburg och Pottenbrunn samt i Mähren och var en av protestantismens förespråkare under reformationen i Nedre Österrike. 
På 1500-talet gjorde Grabners från Rosenburg till ett centrum för österrikisk reformationshistoria. Under 1500-talet och början av 1600-talet var Grabners bland de rikaste och mest respekterade familjerna i Österrike, och bland de viktigaste protestantiska adelsfamiljerna i landet.

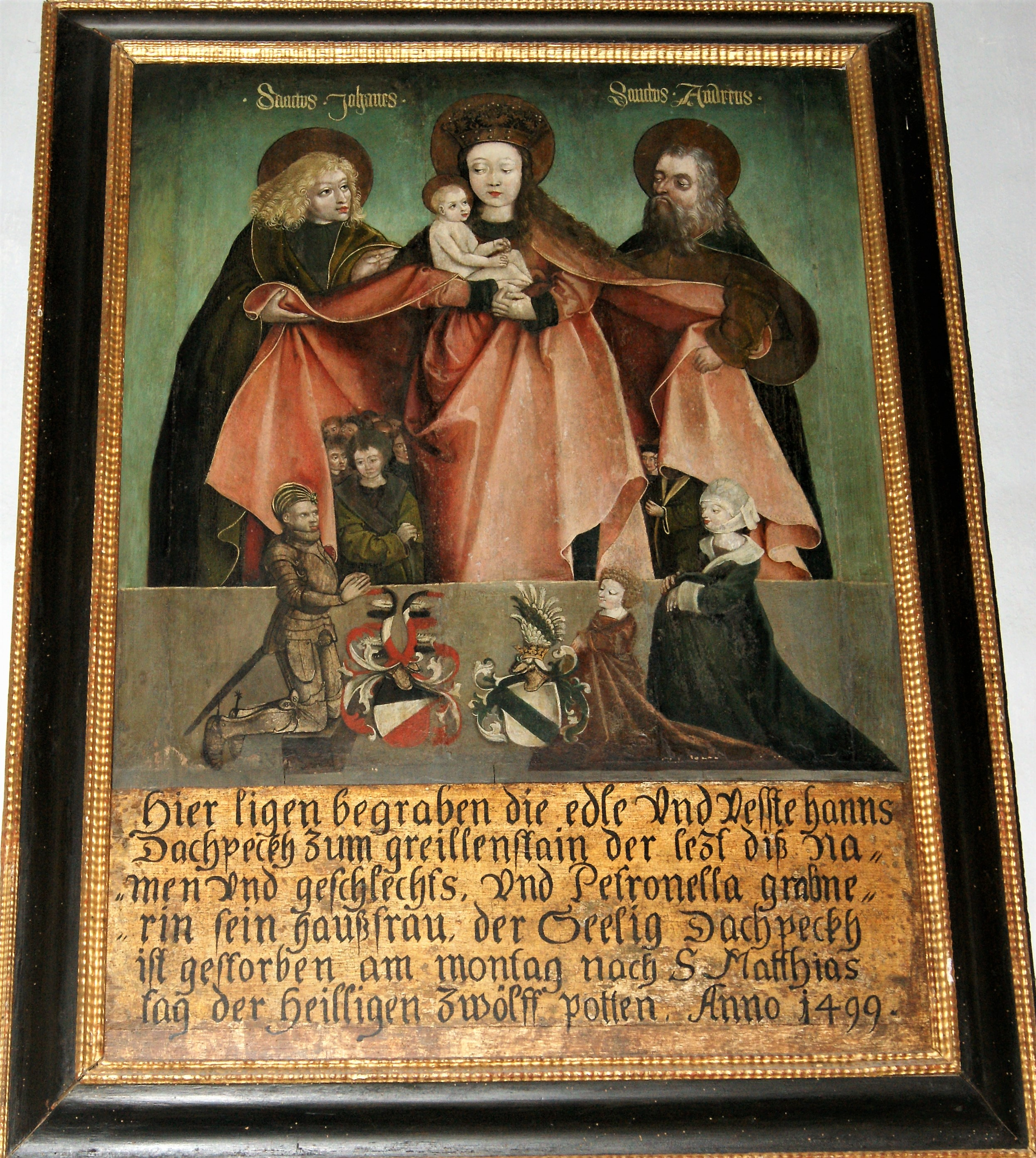
Epitafium Hans von Dachpeck zu Greillenstein († 1499) och Petronella Grabner zu Judenau

### Sommeregglinjen
Sommeregglinjen, som härstammade från Kornbergslinjen, var också aktiv som burggreve och herrar av Sommeregg i Kärnten mellan 1442 och 1536. De ansågs vara den viktigaste familjen på Meinhardinerenhof i Gorizia i slutet av 1400-talet och början av 1500-talet. Från denna linje bör Virgil von Graben nämnas. Denne spelade en viktig diplomatisk roll under grevarna av Gorizia och de habsburgska kejsarna, också för att han ledde Furstendömet Gorizia till habsburgarna efter att Meinhardinerna dog ut.

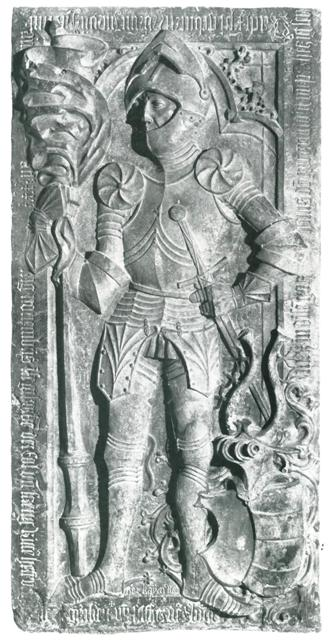
Virgil von Graben (1430/40-1507)
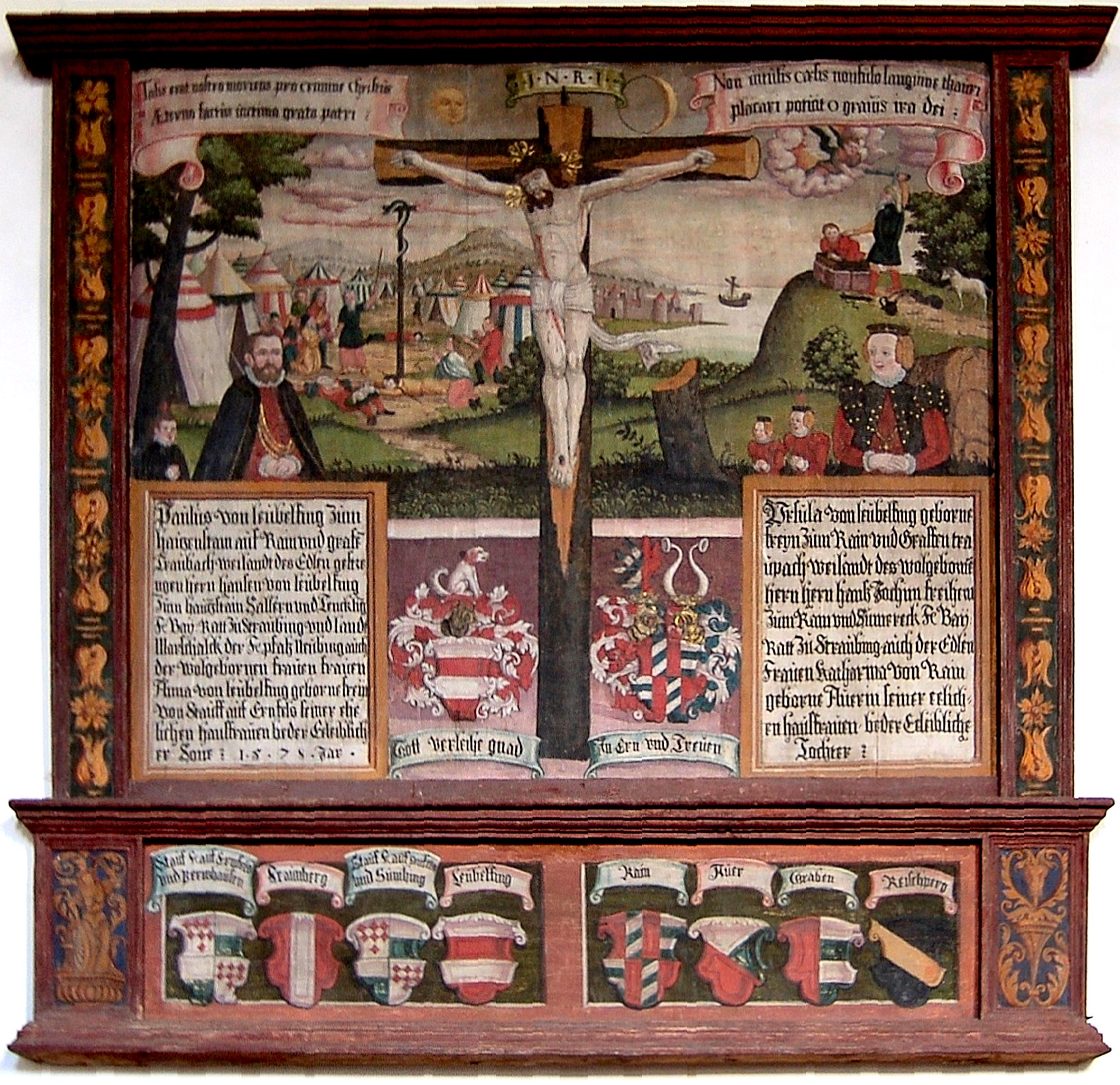
Vapensköldar för herrarna von Graben zu Sommeregg och baronerna von Rain zu Sommeregg och deras släktingar (Sankt Michaelskirche, Lienz, Ost-Tirol)

### Steinlinjen
Mellan 1500 och 1664 var Steinlinjen i besittning av det viktiga herrskapet Stein (Kärnten).